# مانوئل راگا
مانوئل راگا (اسپانیایی: Manuel Raga‎؛ زادهٔ ۱۴ مارس ۱۹۴۴) بازیکن بسکتبال اهل مکزیک بود.
از باشگاه‌هایی که در آن بازی کرده‌است می‌توان به باشگاه بسکتبال پالاسانسترو وارزه اشاره کرد.
وی در مسابقات کشوری و بین‌المللی در مجموع برندهٔ ۱ مدال طلا، ۱ مدال نقره شده‌است.